# 苹果酸脱氢酶 (草酰乙酸脱羧)
苹果酸脱氢酶 (草酰乙酸脱羧)（英語：malate dehydrogenase (oxaloacetate-decarboxylating)，EC 1.1.1.38 （页面存档备份，存于））是一种以NAD+或NADP+为受体、作用于供体CH-OH基团上的氧化还原酶。这种酶能催化以下酶促反应：
(S)-苹果酸 + NAD+ {\displaystyle \rightleftharpoons } 丙酮酸 + CO2 + NADH
苹果酸脱氢酶 (草酰乙酸脱羧)主要参与丙酮酸的代谢过程。